# Escuela Militar Nunziatella
La Escuela Militar Nunziatella de Nápoles, fundada el 18 de noviembre de 1787 como Real Academia Militar, y conocida informalmente como Rosso maniero (Castillo rojo), es una de las instituciones de formación militar más antiguas de Italia y del mundo. Se encuentra en Pizzofalcone en el antiguo edificio, construido en 1588, antigua sede del Noviciado de la Gesuitas, que con la adyacente Iglesia de la Santissima Annunziata constituye un conjunto arquitectónico monumental de la ciudad de Nápoles.
Situada en Pizzofalcone, en Via Generale Parisi 16, fue desde el principio un lugar de alta formación militar y civil y tuvo entre sus profesores y alumnos a personalidades como Francesco De Sanctis, Mariano d'Ayala, Carlo Pisacane, Pasquale Baffi, Guglielmo Pepe, Enrico Cosenz, Amadeo II de Saboya-Aosta y Víctor Manuel III de Italia Rey de Italia.
Entre los numerosos y prestigiosos exalumnos se encuentran altos cargos de las fuerzas armadas, como un jefe del Comité Militar de la Unión Europea, dos jefes de Estado Mayor de la Defensa, cuatro del Ejército Italiano, dos de la Marina Italiana, uno de la Aeronautica Militar, tres comandantes generales de la Guardia di Finanza (así como cuatro subcomandantes), dos comandantes generales de l'Arma de Carabineros (así como catorce subcomandantes) y cinco directores generales de servicios de información (así como tres subdirectores). En cuanto a los exalumnos civiles, cabe mencionar a cuatro primeros ministros, 18 ministros, 14 senadores y 15 diputados del Reino de las Dos Sicilias, del Reino de Italia, de la República Italiana y de Albania, un Presidente de la Corte Constitucional de Italia, miembro del Consejo de Estado, así como destacados representantes del mundo cultural, político y profesional italiano e internacional, entre ellos un candidato al Premio Nobel, un ganador del prestigioso Premio Sonning, concedido a los mayores intelectuales europeos, uno del Premio Óscar, y uno del Premio Internacional Simón Bolívar, concedido por la UNESCO.
La bandera de la escuela está condecorada con una Medalla de Bronce del Ejército y una Cruz de Oro al Mérito de los Carabinieri. Sus alumnos han merecido 119 cruces de la Orden Militar de Italia, 38 medaglie d'oro, 490 medaglie d'argento y 414 medaglie di bronzo por su valor militar, dos medaglie d'oro al valor civile y numerosas otras condecoraciones al valor. Otros 95 recibieron condecoraciones durante el periodo borbónico y 67 están condecorados con la Orden del Mérito de la República Italiana. Tres exalumnos han sido condecorados con la Legión del Mérito y tres con la Legión de Honor napoleónica y uno con la Distinguished Service Cross, la más alta condecoración al valor concedida por Estados Unidos al personal militar no estadounidense.
Por el papel que ha desempeñado a lo largo de los últimos tres siglos "en el ámbito de la enseñanza superior, como motor académico, social y económico de Italia y de todos los países mediterráneos vinculados a ella", el 22 de febrero de 2012 fue declarado "Patrimonio Histórico y Cultural de los Países Mediterráneos" por la Asamblea Parlamentaria del Mediterráneo.
La Escuela es también ganadora del Premio Cypraea de Ciencias (1994) y del Premio Instituciones del Mediterráneo otorgado por la Fondazione Mediterraneo (2012). Por último, un pico del macizo del Karakorum lleva el nombre de Nunziatella.

## Historia

### Los establecimientos militares originales (1735-1786)

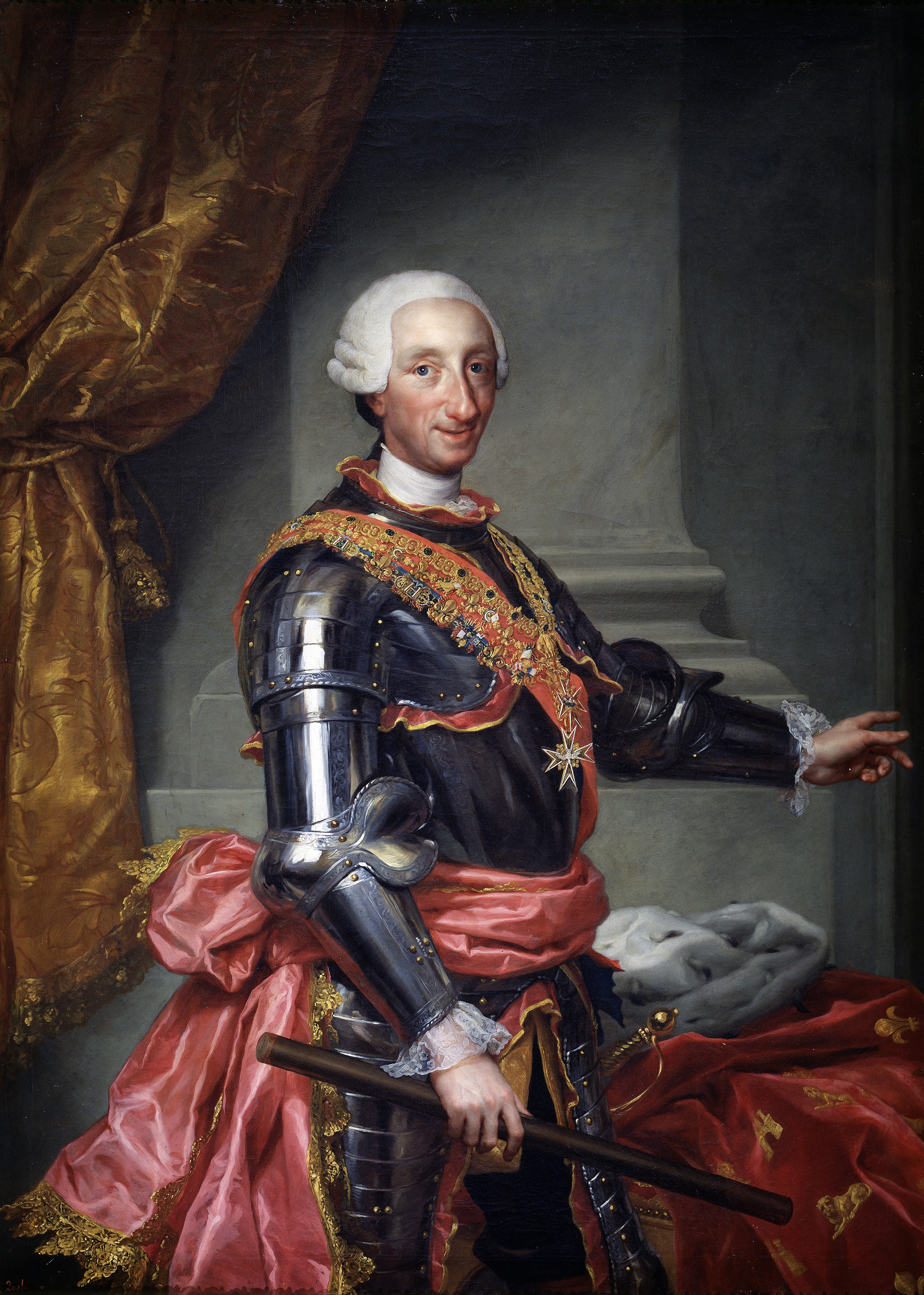
Carlos III de España

Los orígenes de la Escuela Militar "Nunziatella" se remontan a la reorganización de las fuerzas armadas del Reino de Nápoles, apoyada por el estadista Bernardo Tanucci e implementada por Carlos III de España. Bajo su liderazgo se identificó, de hecho, por primera vez la necesidad de crear institutos especializados para la formación de oficiales de las distintas armas: esta iniciativa era necesaria para liberar al Reino de las Dos Sicilias de la sujeción al Reino de España, gobernado por Felipe V de España, padre de Carlos, y para limitar las ambiciones de su madre Isabel Farnesio.
El impulso reformador de Carlos de Borbón llevó en primer lugar a la fundación de la Real Academia de los Guardias Estendartes de las Galeras. (5 de diciembre de 1735), destinada a la formación de oficiales navales: este instituto, al que le corresponde el récord de la Academia Naval más antigua de Italia, se alojó inicialmente en un edificio del astillero de Nápoles, pero luego se trasladó, tras sólo dos meses, al Palacio Trotti y en las inmediaciones del Palacio Real de Nápoles, en la iglesia dominica de Santo Spirito, en la zona que luego ocupó el Palacio de la Prefectura.
Tras la corta y poco fructífera experiencia de una scola militar, ubicada en el distrito de Maddalena, se fundó la Academia de Artillería (1745), para cuya organización fue llamado el talentoso matemático Nicola Antonio De Martino, que estaba sirviendo en España como secretario de embajada. La nueva Academia se instaló en el palacio de la Panatica de Santa Lucía, y se dotó de un sólido programa de enseñanza, tanto teórico como práctico: en efecto, allí se enseñaban matemáticas, física, dibujo y esgrima, mientras que los ejercicios prácticos se realizaban en los Jardines de Molosiglio, el muelle y el fuerte de Villena. Los alumnos de la Academia eran oficiales y cadetes de artillería, para los que la asistencia era obligatoria; también eran admitidos en las clases los oficiales y cadetes de otras armas, y los nobles que habían superado un examen de ingreso. De acuerdo con las tendencias de la época, los programas de la Academia estaban claramente centrados en temas matemáticos y científicos. El propio Carlos de Borbón, en la ordenanza para la creación de la Academia, escribió: "Aunque hemos tenido especial cuidado con nuestras otras reales ordenanzas e instrucciones de adiestrar plenamente a nuestros súbditos en el honroso uso de la milicia, sin embargo, considerando lo importante que es para la conservación de nuestros Estados y para el lustre y esplendor de nuestras armas que el cuerpo de la milicia se mantenga bien disciplinado y educado en las matemáticas, de cuya ciencia dependen principalmente los más felices éxitos de las operaciones bélicas, nos hemos movido a dar la medida adecuada también a esto".

Fernando IV de Borbón

La labor de ampliación de la base formativa de los oficiales del Ejército continuó con la creación de la Academia del Cuerpo de Ingenieros Militares (1754), dedicada a los oficiales del Cuerpo de Ingenieros; si por un lado la fundación de la nueva Academia añadía una pieza a la labor de mejora de las competencias técnico-militares de los oficiales, por otro lado dejaba clara la necesidad de un contenedor único que atendiera orgánicamente a esta tarea. La marcha de Carlos a España para subir al trono del Reino a la muerte de Felipe V le impidió continuar con su plan armonizador, por lo que a Tanucci le correspondió ayudar al joven rey Fernando IV de Borbón en la progresiva construcción de una clase dirigente militar cada vez más preparada.

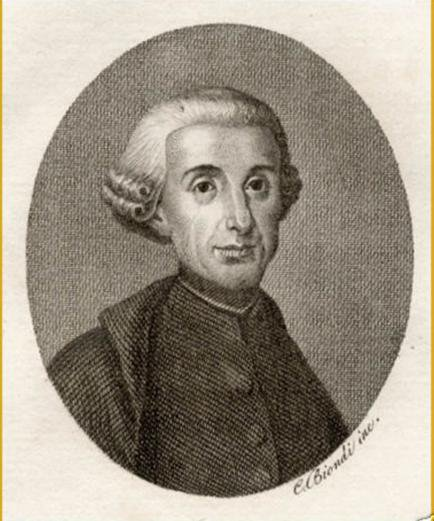
Vito Caravelli

Para ello, en diciembre de 1769 se emitió una nueva ordenanza que estipulaba la fusión de la Real Academia de Artillería con la del Cuerpo de Ingenieros en la Real Academia Militar. El nuevo instituto (de nuevo con sede en el Palacio de la Panatica) abrió sus puertas el 1 de febrero de 1770, tras una ceremonia de inauguración marcada por un discurso del capitán Alonzo Nini. La organización del instituto, que contaba con un presupuesto inicial de dos mil ducados al año, se asemejaba a la de una universidad, ya que los alumnos acudían allí únicamente para recibir clases y realizar exámenes. La asistencia a los cursos, que duraban cuatro años, era obligatoria para los oficiales de artillería e ingenieros destinados en Nápoles. Los batallones de infantería, caballería y dragones estacionados en Nápoles debían enviar dos oficiales y dos cadetes cada uno, mientras que los regimientos estacionados en otros lugares enviaban dos cadetes cada uno. El brigadier Luca Ricci fue nombrado comandante, mientras que el famoso matemático y físico experimental Vito Caravelli se encargó de los estudios. Los cadetes pasaban dos exámenes al año y uno al final del periodo de formación de cuatro años, en presencia del Ministro de Guerra. Los cuatro primeros ascendieron un rango en el cuerpo al que pertenecían, los cuatro segundos recibieron una medalla de oro y todos los demás una de plata. Aunque el régimen de estudios era exhaustivo desde el punto de vista de las materias científicas, carecía por completo de las humanidades; esta carencia comenzó a sentirse con fuerza en los círculos de formación, y daría lugar a la posterior evolución de la Real Academia Militar.

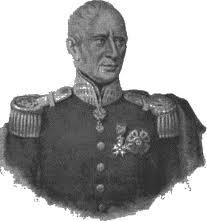
Francesco Pignatelli príncipe de Strongoli

Una vez formados los oficiales ya en servicio, la labor de reforma se dirigió a los cadetes, es decir, a los oficiales en formación. Para ello, y con el fin de fundar un nuevo cuerpo que sirviera "como fuerza táctica viva ni en las situaciones más difíciles de la guerra", se creó un selecto cuerpo de cadetes, llamado Batallón Real Ferdinando (1772). El mando del batallón, alojado en los dos antiguos conventos de la Croce y de la Trinità di Palazzo (zona hoy ocupada por el Palacio del Príncipe de Salerno, en la Plaza del Plebiscito) fue confiado al general Francesco Pignatelli dei principi di Strongoli, y el propio Fernando IV de Borbón quiso adquirir el grado de coronel. Los alumnos, hijos de nobles y de oficiales por encima del rango de capitán, eran admitidos a la edad de ocho años, y continuaban sus estudios durante seis años; las materias que se impartían incluían matemáticas y arte militar.
La primera revista, útil para determinar los haberes mensuales de los individuos que formaban el Batallón, fue aprobada por el Soberano en Portici el 13 de enero de 1772 y el documento correspondiente muestra que el cuerpo estaba compuesto por 270 cabezas divididas en diez compañías de cadetes. La escala jerárquica del Batallón también preveía un Capitán, un Teniente, un Brigadier y dos Sub-Brigadieres más un tambor y un pífano para cada compañía.
En Portici, desde el primer momento, se consideró que el edificio más apropiado para el alojamiento de los cadetes era el antiguo convento de los jesuitas (actual "Escuela Media Statale M. Melloni"), que había sido construido en 1629 gracias a una donación hecha a los religiosos por María Bermúdez de Castro. Fue el arquitecto Carlo Vanvitelli, en 1771, el primero en ocuparse de un plan de reorganización del barrio de Cadetes en Portici. Posteriormente, debido al considerable aumento del número de cadetes, decidido por la Real Orden del 27 de agosto de 1774, el edificio resultó insuficiente para albergar a todo el Cuerpo, por lo que el Soberano ordenó a los Reales Ingenieros Emanuele de Montemajor y Felice Bottiglieri su ampliación.